# Ixtahuacán
Ixtahuacán, San Ildefonso Ixtahuacán – miasto w zachodniej Gwatemali, w departamencie Huehuetenango, 43 km na zachód od stolicy departamentu miasta Huehuetenango i około 40 km od granicy państwowej z Meksykiem. Miasto leży w kotlinie, w górach Sierra Madre de Chiapas, na wysokości 1159 m n.p.m. Według danych szacunkowych w 2012 roku liczba ludności miasta wyniosła 4662 mieszkańców.

## Gmina Ixtahuacán
Jest siedzibą władz gminy o tej samej nazwie, która w 2012 roku liczyła 43 613 mieszkańców. Gmina jak na warunki Gwatemali jest nieduża, a jej powierzchnia obejmuje 184 km².